# Armée de l'Escaut
Pour les articles homonymes, voir Escaut (homonymie).
L'armée de l'Escaut est un corps d'armée des forces armées belges, créé par un arrêté du Régent du 16 juin 1831 sur base des quatre premières divisions organisées après l'indépendance de la Belgique du Royaume uni des Pays-Bas proclamée le 4 octobre 1830.
Elle tient son nom de l'Escaut, l'un des trois fleuves de Belgique. Son état-major était basé à Anvers.

## Histoire
Le 28 décembre 1830 un arrêté du Régent crée quatre divisions militaires dans les neuf provinces de Belgique : 
- la 1re division regroupe les provinces de Flandre occidentale et orientale
- la 2e division regroupe la province d’Anvers et la province de Brabant
- la 3e division regroupe la province de Limbourg et la province de Liège
- la 4e division regroupe les provinces du Hainaut, de Luxembourg de Namur

Le 16 juin 1831, un nouvel arrêté du Régent officialise les dénominations en leur conférant leur titre : 
- la 1re division prend le nom d’armée des Flandres et se compose de 3 729 hommes, sous le commandement du général François-Xavier de Wautier.
- la 2e division prend le nom d’armée de l’Escaut et se compose de 17 642 hommes, sous le commandement du général Rutger de Tiecken de Terhove (nl).
- la 3e division prend le nom d’armée de la Meuse et se compose de 13 696 hommes, sous le commandement du général Nicolas Daine.
- la 4e division prend le nom d’armée du Luxembourg et se compose de 6 674 hommes, sous le commandement du général Charles Goethals.